# Silene stenophylla
Silene stenophylla ist eine Pflanzenart aus der Gattung der Leimkräuter (Silene) innerhalb der Familie der Nelkengewächse (Caryophyllaceae). Aus Plazentagewebe von seit 30.000 Jahren im sibirischen Permafrost lagernden unreifen Früchten wurden blühende Pflanzen gezogen.

## Beschreibung

### Erscheinungsbild und Laubblätter
Silene stenophylla ist eine ausdauernde krautige Pflanze und erreicht Wuchshöhen von 5 bis 22 Zentimetern. Sie wächst als dichte Polsterpflanze. Die zahlreichen aufrechten, unverzweigten Stängel sind kahl. Die zahlreichen Grundblätter sind bis zu 1,5 Zentimeter lang und lang gestielt mit 1 bis 2 Millimetern breiter, schmal linealischer bis fast fadenförmiger, am Rand spärlich bewimperter Blattspreite. Die in drei (bis vier) Paaren gegenständig angeordneten Stängelblätter sind den Grundblättern ähnlich, aber kleiner, am Grund verbreitert und mit dem gegenüberliegenden Blatt verwachsen.

### Blütenstand, Blüte und Frucht
Die Blüten stehen meist einzeln am Ende des Stängels oder seltener zu zweit bis dritt (bis sechst) in einem traubenähnlichen, zymösen Blütenstand. Die bewimperten Tragblätter sind krautig und aus einem breiten Grund plötzlich zusammengezogen. Die Blütenstiele sind 10 bis 15 Millimeter lang.
Die fünf Kelchblätter sind zu einem kahlen, 10 bis 15 Millimeter langen und 5 bis 9 Millimeter breiten, etwas aufgeblasenen, glockenförmigen bis röhrig-glockenförmigen Kelch verwachsen. Er ist entweder hell mit sich deutlich abhebenden purpurfarbenen oder braunen Adern oder gänzlich purpurn überlaufen. An der Spitze endet der Kelch in fünf abwechselnd breiten und schmalen Zähnen. Die breiten Kelchzähne sind breit eiförmig und besitzen einen mehr oder weniger breiten Hautrand, bei den schmalen, dreieckigen Zähnen fehlt dieser Hautrand.
Die fünf Kronblätter sind entweder rein weiß und besitzen dann manchmal eine rosa- oder purpurfarbene Aderung, oder sie sind gänzlich rosa, lila oder purpurn gefärbt. Sie sind 1,5-mal länger als der Kelch. Die Platte des Kronblattes ist bis über die Hälfte in zwei auffallend breite, verkehrt-eiförmige Lappen gespalten. Kronschuppen fehlen.
Die eiförmige Kapsel ist 9 bis 10 Millimeter lang. Sie steht auf einem 3 bis 4 Millimeter langen, flaumig behaarten Karpophor. Die etwa 1,5 Millimeter langen, dunkelbraunen Samen sind nierenförmig und an der Oberfläche gestreift.

### Variabilität
Pflanzenexemplare aus dem Süden des Verbreitungsgebietes neigen zu breiteren Laubblättern, zu Blütenständen mit mehr Blüten und zu heller gefärbten Kelchen.

### Blütezeit
Die Blütezeit reicht von Juli bis August.

### Chromosomenzahl
Die Chromosomenzahl beträgt 2n = 24.

## Vorkommen
Silene stenophylla besitzt ein großes Areal im arktischen und borealen Ostsibirien, mit zerstreuten Vorkommen und größeren Lücken. Es reicht vom Fluss Lena im Westen bis zur Tschuktschen-Halbinsel im Nordosten und bis zu den Inseln Sachalin und dem japanischen Hokkaidō im Süden.
Silene stenophylla wächst bevorzugt auf eher kalkarmen Unterlagen. Sie besiedelt trockenes, windexponiertes, im Winter weitgehend schneefreies Gelände in baumloser, vegetationsarmer Tundra und auf Geröll. Sie ist oft mit Zwergweiden (Salix), mit Silberwurz (Dryas octopetala) sowie mit Flechten vergesellschaftet. Ihre Höhenamplitude umfasst sowohl die Küste als auch Gebirgslagen.

## Forschung mit eiszeitlichen Zellmaterial
2012 war es einem Team von Wissenschaftlern aus den Bereichen Kryobiologie, Zellbiologie und Botanik um Svetlana Yashina von der Russischen Akademie der Wissenschaften gelungen, rund 32.000 Jahre altes, kryokonserviertes Plazentagewebe (keine Samen) aus dem Permafrostboden Sibiriens zu revitalisieren und daraus in vitro wachsende Gewebekulturen zu gewinnen. Eine der Gewebekulturen, eine Silene stenophylla, wurde der Universität für Bodenkultur in Wien übergeben, wo die Pflanze unter den geeigneten Wachstumsbedingungen zur Blüte gebracht wurde. Genetische Analysen dieser Pflanze und Vergleiche mit heutigen sollen zeigen, wie sich das Pflanzengenom den unterschiedlichen Klimabedingungen angepasst bzw. evolutionär verändert hat.

## Taxonomie
Silene stenophylla wurde 1842 von Carl Friedrich von Ledebour erstbeschrieben. Innerhalb der Gattung Silene wird sie in die Sektion Graminifoliae gestellt.